# Pietro Fortunato Calvi

Pietro Fortunato Calvi

Pietro Fortunato Calvi, noto anche come Pier Fortunato Calvi (Briana, 15 febbraio 1817 – Lunetta, 4 luglio 1855), è stato un patriota italiano, uno dei Martiri di Belfiore.

## Biografia

### Infanzia e giovinezza
Nacque a Briana di Noale, allora in provincia di Padova, da Federico Pietro e da Angela Meneghetti. Il padre era commissario di polizia e fedele suddito dell'Austria (rappresentata dal regno lombardo-veneto) e quando venne trasferito a Padova portò con sé la famiglia. Pietro, che aveva già cominciato gli studi con il parroco di Briana, proseguì la sua educazione presso il ginnasio "Santo Stefano" (l'attuale "Tito Livio").
Il 28 aprile 1830 fu ammesso a frequentare i 6 anni di corso della prestigiosa Accademia militare degli ingegneri di Vienna, grazie alla dotazione gratuita di una fondazione statale, espressamente istituita per il lombardo-veneto, in favore di 10 giovani del regno che avessero voluto accedervi; ne uscì a diciannove anni iniziando così la regolare carriera militare come alfiere (17 settembre 1836) presso il reggimento della fanteria di linea barone Wimpffen N° 13 (veneto con sede a Padova). Tenente nel 1840, fu promosso primo tenente solo poco prima dei rivolgimenti europei del 1848, mentre il reggimento era di guarnigione a Graz (comando, 1º e 2º battaglione), mentre il 3º battaglione, che fungeva da deposito a Venezia, venne sorpreso dalla ribellione.
Venne a contatto con le correnti patriottiche mentre era di stanza a Venezia. Frequentò segretamente diversi circoli, come quello dell'ufficiale dalmata Demetrio Mircovich, ma il comando austro-ungarico, sospettando che Calvi fosse legato alla massoneria, lo trasferì a Graz nel 1846.

### Moti rivoluzionari del Cadore nel 1848

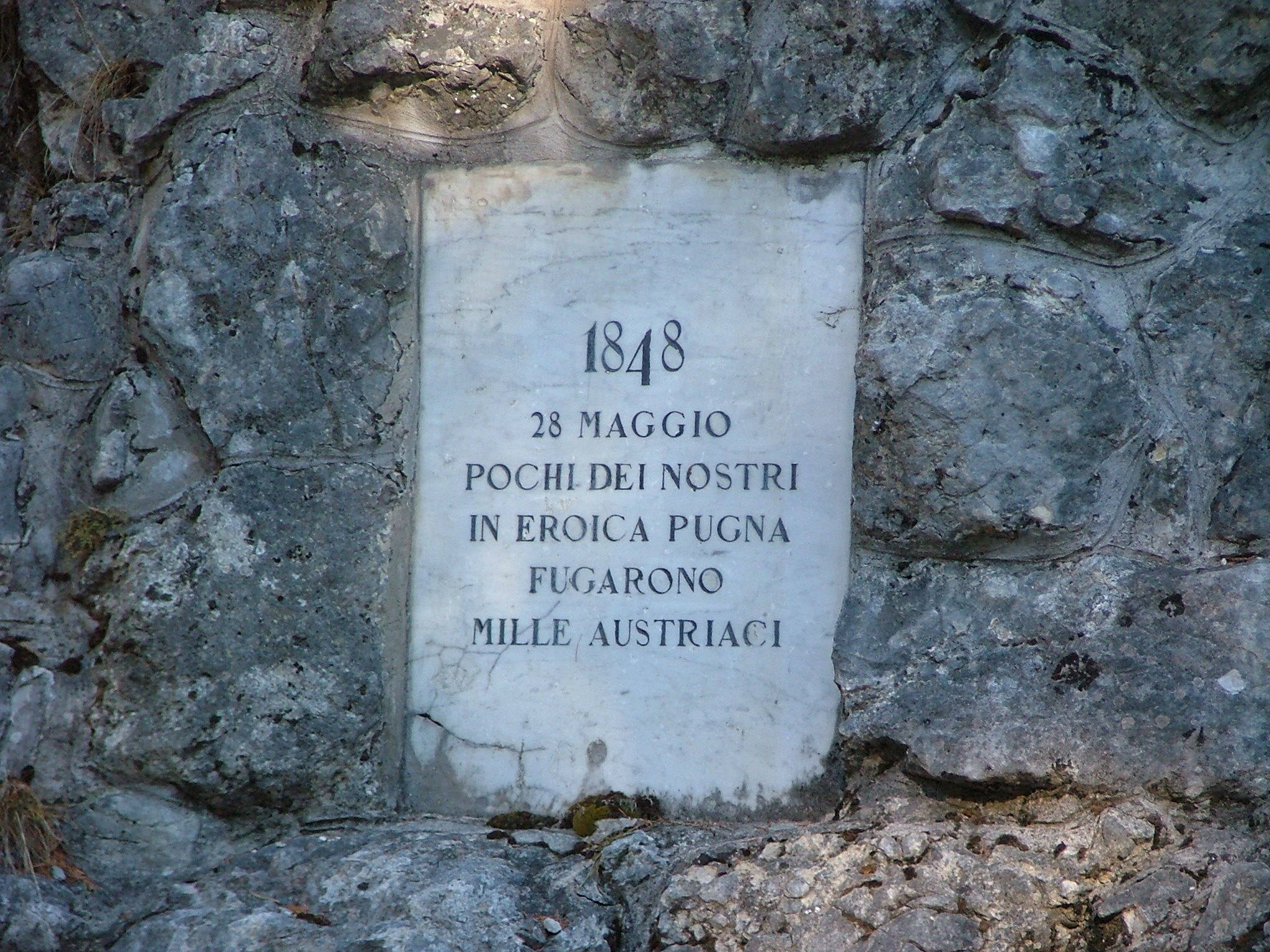
Lapide della battaglia di Rindemera, Laggio di Vigo di Cadore.

Nell'aprile del 1848 abbracciò appieno le idee risorgimentali e si dimise dall'esercito. Raggiunse così Venezia dove, il 23 marzo, era stata istituita la repubblica di san Marco ed entrò nella milizia rivoluzionaria con il grado di capitano.
Inviato da Daniele Manin, Calvi passò in Cadore per organizzare la resistenza armata. Era questa una zona sensibile, al confine con l'Austria e porta d'accesso al Veneto. Il 14 aprile 1848 Calvi assumeva ufficialmente il comando e il 20 aprile giungeva a Pieve di Cadore. Riuscì a mettere in piedi una piccola armata di circa 4.600 unità, costituita in massima parte da volontari inesperti ma valorosi i quali, spesso armati solo di falci, forche e sassi, riuscirono a tenere a bada il nemico tramite tecniche di guerriglia. Il modesto contingente riuscì così a respingere una colonna proveniente dalla valle del Boite (2 maggio) e poi a sconfiggere a Rivalgo di Ospitale di Cadore le truppe del generale Karl von Culoz. Seguirono altre vittorie a Rindemera, presso la Chiusa di Venas di Cadore e ancora a Rivalgo.
I successi furono però effimeri: il 15 giugno, con l'intensificarsi degli attacchi nemici, il Calvi congedava la milizia e si metteva in salvo a Venezia.

### Esilio a Torino
Caduta Venezia e ripristinato il governo austriaco sul lombardo-veneto, Calvi - come molti altri rivoluzionari - fuggì in esilio, prima in Grecia presso Patrasso e poi a Torino. Qui entrò in contatto con il cadorino Talamini Minotto e condusse tre anni di vita miserevole, grazie al povero sostentamento che il governo locale donava agli esuli, al lavoro saltuario di traduttore dal tedesco e alle donazioni del fratello Luigi. Alle difficoltà economiche si aggiungeva anche l'interruzione di qualsiasi rapporto con il padre, che lo considerava un traditore. A Torino, tuttavia, ebbe modo di incontrare altri esuli ed entrare in contatto con due dei più grandi rivoluzionari del tempo, Giuseppe Mazzini e l'ungherese Lajos Kossuth.

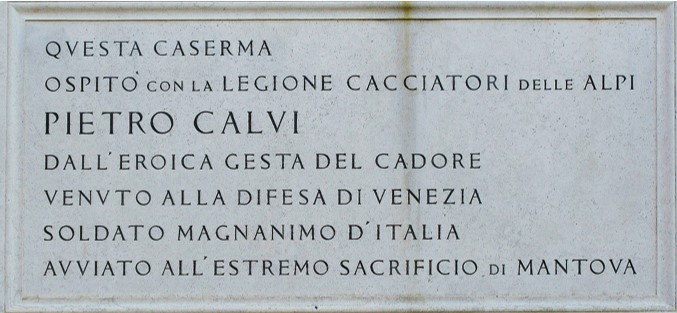
Pier Fortunato Calvi, Venezia Campo dei Gesuiti, Caserma Manin

### La nuova spedizione in Cadore, l'arresto e il processo

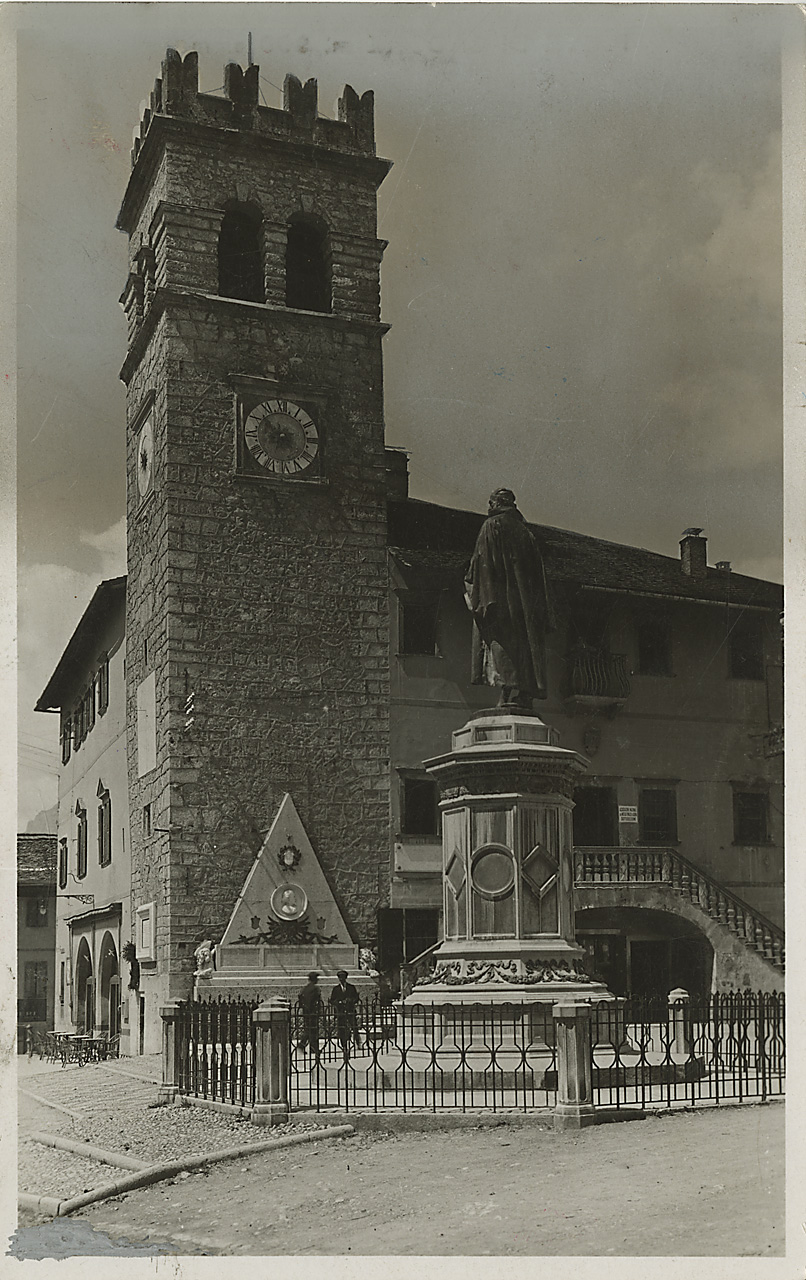
Pieve di Cadore: Monumento a Tiziano e lapide con ritratto in bassorilievo di P.F. Calvi

Per volere di Mazzini – che nonostante la delusione del 6 febbraio 1853 non aveva rinunciato alla lotta armata – Calvi fu inviato in Cadore per una nuova spedizione, da effettuarsi sul finire dell'estate del 1853, per accertarsi della possibilità o meno di portare nuovamente la rivoluzione. A questo scopo alla fine dell'agosto del 1853 scelse quattro compagni, tra cui il padovano Roberto Marin e dalla Svizzera, paese nel quale era stato costretto a rifugiarsi a causa del suo coinvolgimento nei moti di Milano del 6 febbraio, iniziò il cammino verso il Veneto, non sapendo che la polizia austriaca, tramite una spia (l'amante di Demetrio Mircovich, nella cui casa Calvi aveva esposto il piano), conosceva il suo progetto e i suoi spostamenti.
L'itinerario prevedeva di attraversare il Cantone dei Grigioni, la Valtellina, Bormio, il Corno dei Tre Signori e il Trentino per giungere in Cadore. Nei medesimi giorni il conte Ulisse Salis, patriota da anni impegnato nella causa risorgimentale, ebbe modo di leggere un carteggio della polizia distrettuale che dimostrava come gli austriaci conoscessero le tappe della spedizione. Tuttavia, per quanto avvertisse subito Maurizio Quadrio, era troppo tardi: Calvi si trovava già in marcia.
Varcato il confine austriaco nei pressi della Valtellina il gruppo era riuscito a far perdere le tracce alla polizia austriaca, ma a Cogolo, in Val di Sole, il 17 settembre 1853 i cinque rivoluzionari si fermarono in un'osteria dove i gendarmi, venuti a sapere che nel paesino si trovavano dei forestieri, scoprirono i passaporti falsi e una notevole quantità di armi, tale da giustificare il loro immediato arresto.
Da qui furono trasferiti a Cles, Trento, Innsbruck, e infine Verona, per poi essere condotti nel castello di San Giorgio a Mantova dove vennero processati secondo due riti: il primo militare (Corte marziale) estremamente duro, durante il quale subirono torture; il secondo condotto dall'autorità civile (Corte Speciale di Giustizia). Durante entrambi i processi, Pietro Calvi dimostrò una straordinaria forza d'animo, cercando di addossarsi tutte le responsabilità del piano rivoluzionario al fine di evitare ai quattro compagni la condanna a morte con l'accusa di "alto tradimento". Questo comportamento salvò Morati, Chinelli, Fontana, Marin e Barozzi che furono condannati a qualche anno di carcere mentre a Calvi, reo confesso, fu negata la Grazia Sovrana e venne condannato alla pena di morte tramite impiccagione, eseguita il 4 luglio 1855 a Lunetta, località del comune di Mantova, poco fuori dalla città oltre il ponte di San Giorgio.
Dopo l'arresto, erano state inoltre trovate addosso a Calvi tre lettere da indirizzarsi, in caso di necessità a persone fidate. I tre destinatari erano Ulisse Salis, il caffettiere tiranese Antonio Zanetti e Gervaso Stoppani di Bormio. Furono arrestati anch'essi e in seguito condannati a scontare la pena nelle fortezze austriache.
Calvi andò incontro alla morte con dignità, come si evince dalle parole consegnate al giudice austriaco nella dichiarazione che stilò pochi giorni prima di salire al patibolo:
Per l'esecuzione avvenuta nella stessa città di Mantova, Calvi fu accomunato ai dieci patrioti trucidati a Belfiore, poco fuori le mura cittadine, entrando di diritto nel "mito" risorgimentale dei Martiri di Belfiore.

## Alla memoria

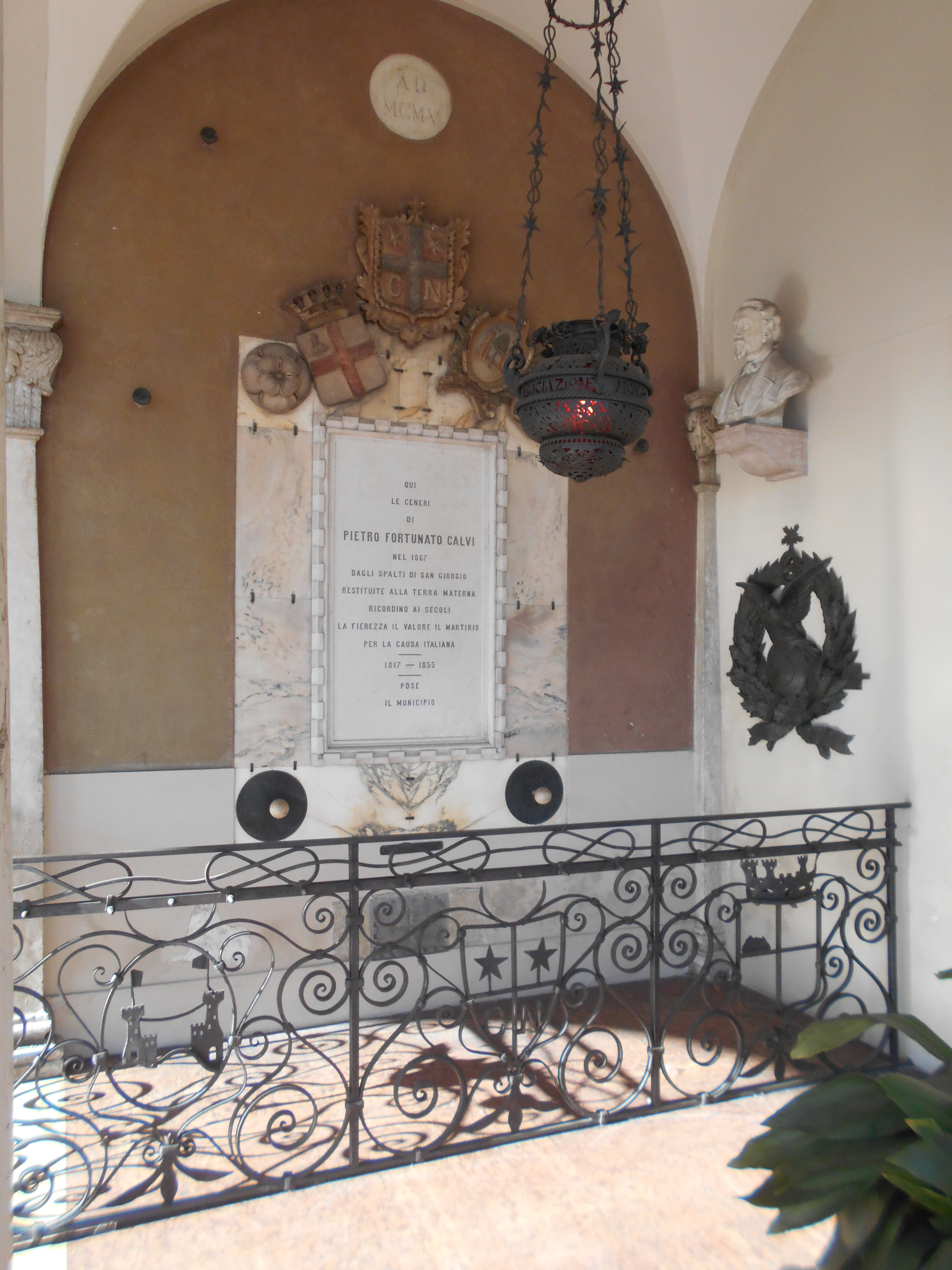
Le ceneri di Calvi, nel porticato del Palazzo della Loggia a Noale

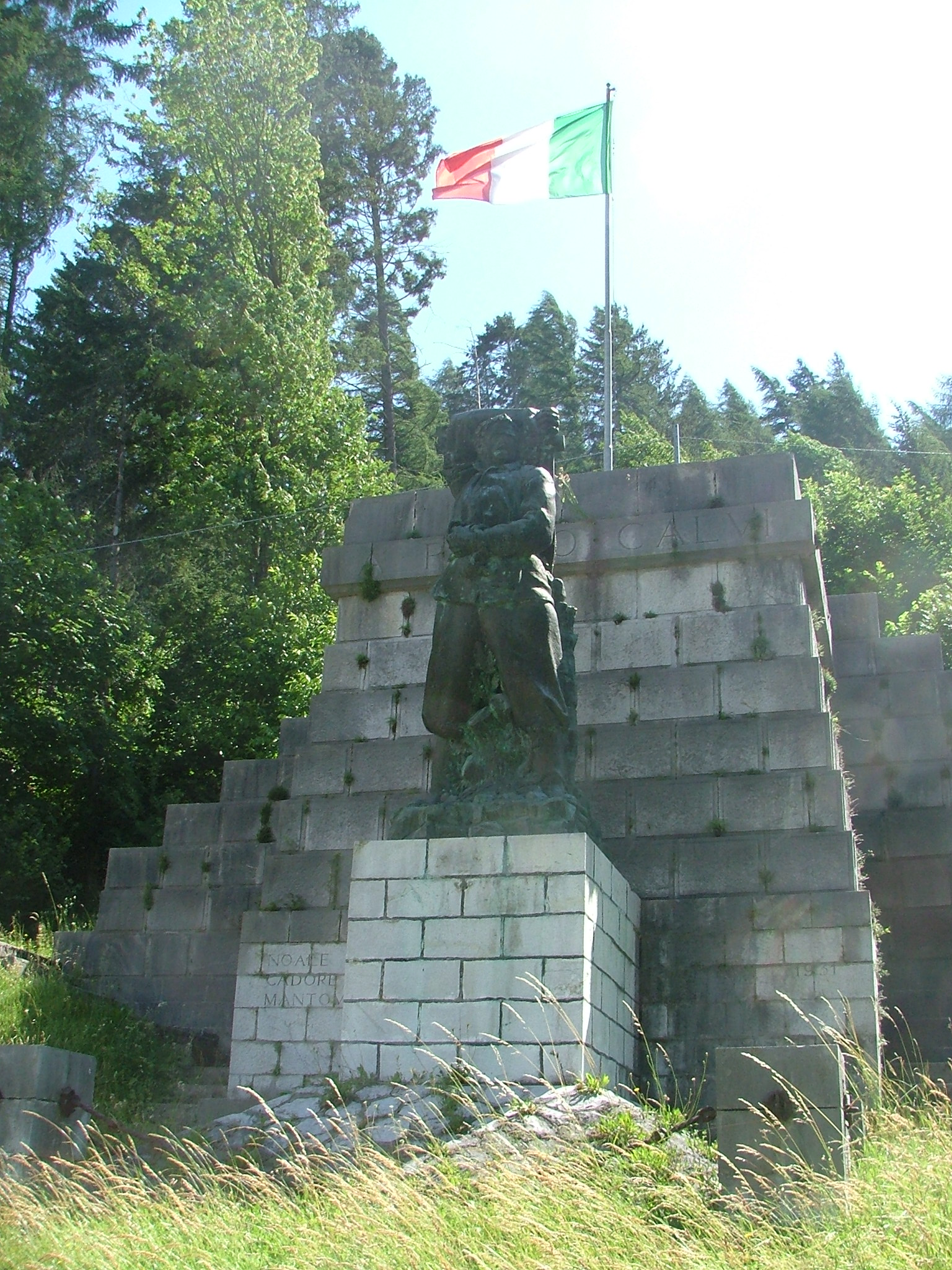
Monumento al patriota a Pieve di Cadore.

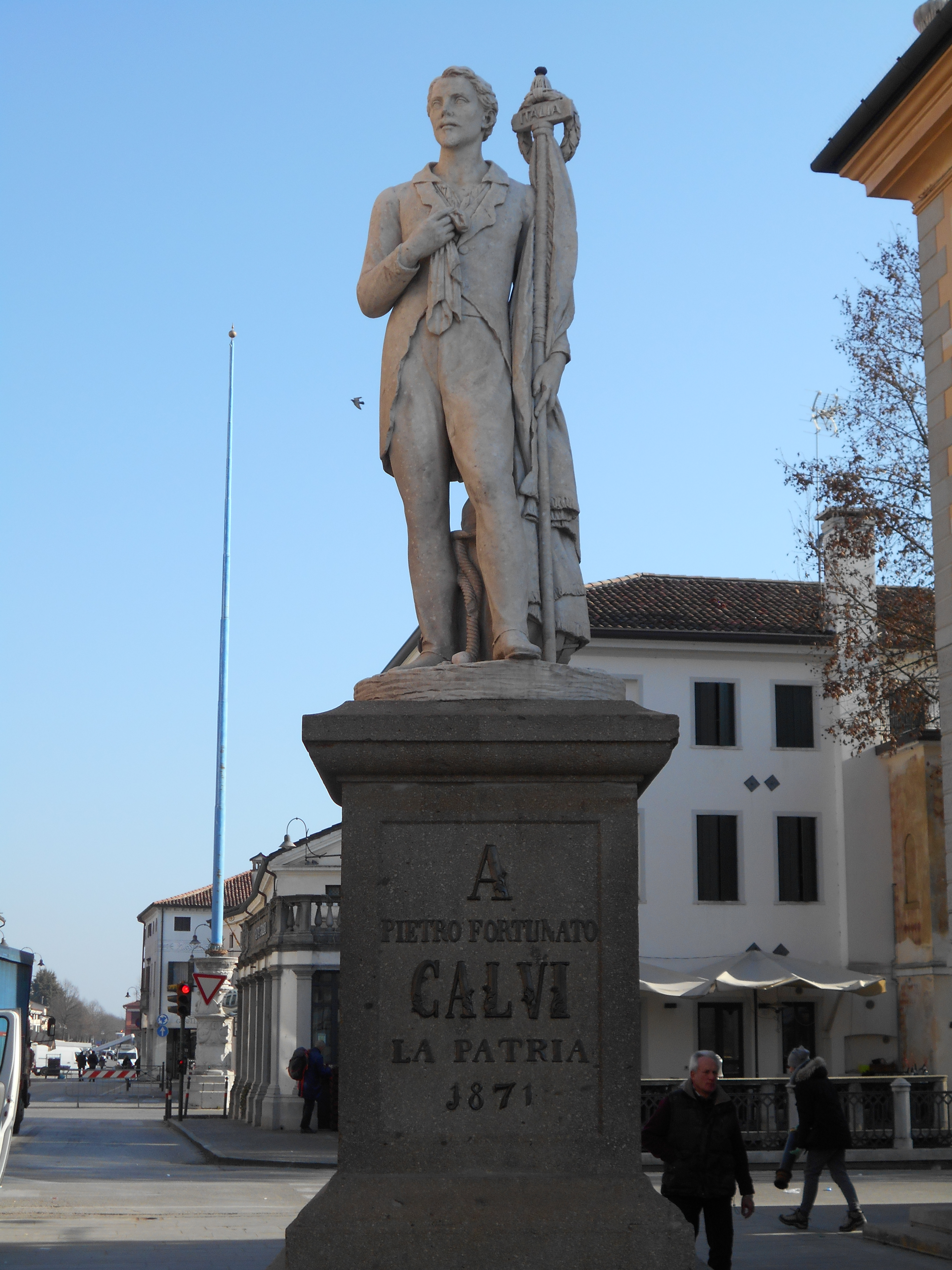
Monumento a Noale

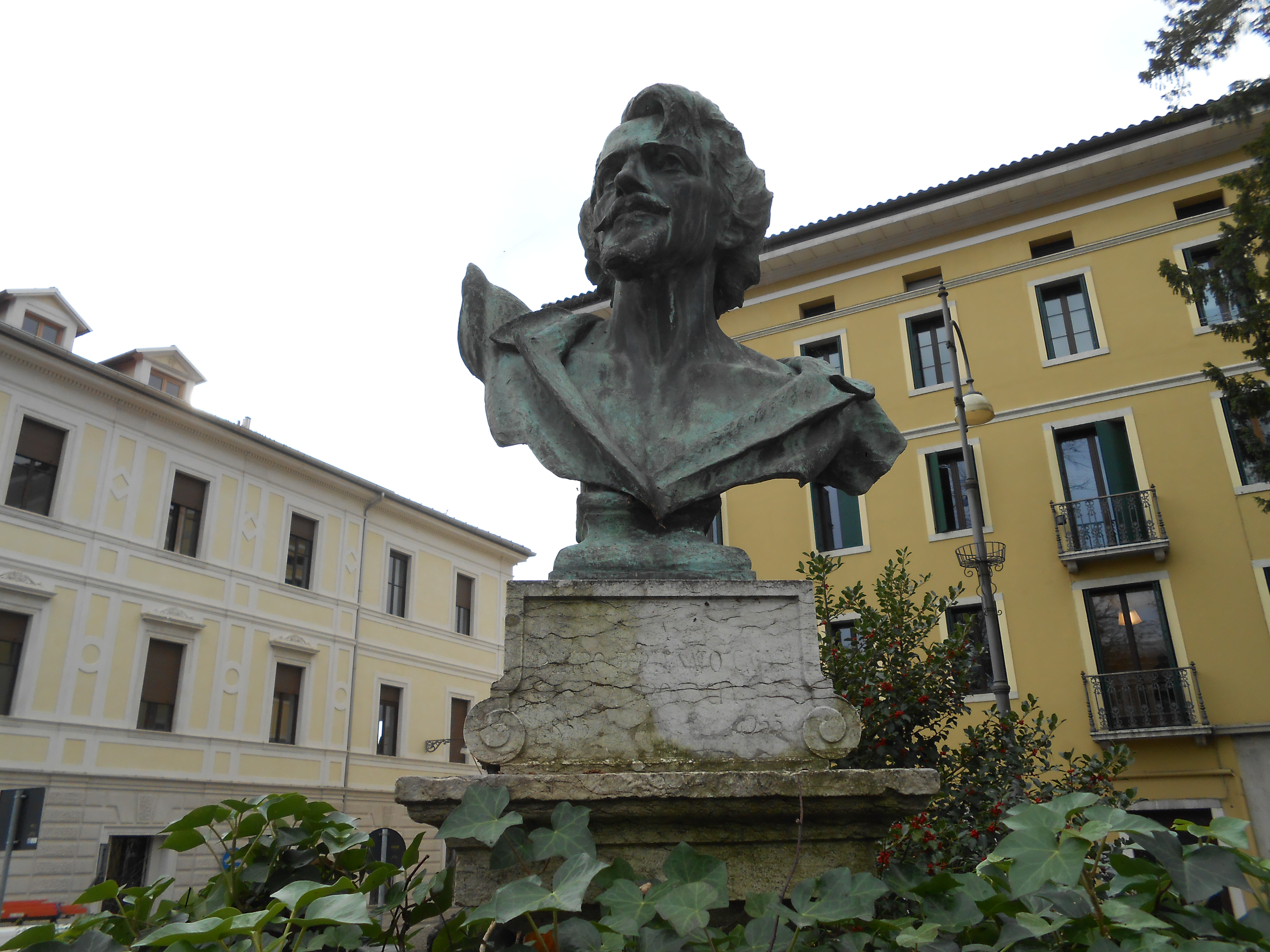
Monumento a Belluno

Molto benvoluto dai suoi uomini, a lui sono dedicati diversi monumenti, tra i quali:
- due a Noale, in Piazza Castello e sotto i portici di Palazzo della Loggia ove sono contenute le sue ceneri;
- tre a Pieve di Cadore, cittadina che guadagnò la Medaglia d'Oro al valore per i fatti del '48: marmo (1909), Urbano Nono, monumentale statua che sorgeva sul Col Contras, appena sopra Pieve di Cadore. Il patriota era rappresentato con il foglio semilacerato della capitolazione di Udine nella mano sinistra e la spada nella destra. Il monumento, inaugurato il 4 luglio 1909 con un discorso di Antonio Fradeletto, venne demolito dagli austriaci nel giugno 1918; marmo (1875), Valentino Panciera Besarel e Giovanni Battista De Lotto, bassorilievo alla base della torre del Palazzo della Magnifica Comunità di Cadore in piazza Tiziano; bronzo (1931), Antonio Maraini, scultura lungo la strada che da Via Arsenale conduce verso i forti militari di Batteria Castello e di Monte Ricco;
- uno a Lunetta, quartiere di Mantova, nel luogo dell'avvenuta impiccagione;
- una lapide a Genova in Via Garibaldi, nel cortile di Palazzo Tursi sede del Comune.

Pietro Calvi inoltre è il nome assegnato a due sommergibili, il primo dei quali ha prestato servizio nella Regia Marina e il secondo nella Marina Militare.
Al patriota padovano sono dedicate alcune strofe dell'ode Cadore scritta da Giosuè Carducci nel 1892.
Padova gli ha dedicato l'omonimo istituto tecnico economico e una via del centro cittadino; anche l'Istituto Tecnico Economico di Belluno è dedicato al patriota. 
Il comune di Torino gli ha intitolato una via nel quartiere Barriera di Milano.
A Milano gli è stata intitolata una via nel quartiere Risorgimento - XXII Marzo.
A Mantova fu rinominata a P. F. Calvi una delle principali vie del centro storico.
A Treviso gli è stata intitolata una delle numerose porte d'accesso storiche alla città, nel settore nord-occidentale della cinta muraria medievale.
A Sappada gli è stato intitolato un rifugio sul Monte Peralba, alle sorgenti del fiume Piave, sacro alla Patria.
A San Vito di Cadore gli è stata dedicata la scuola secondaria di primo grado.
Infine, gli sono state dedicate diverse piazze come la piazza centrale di Lorenzago di Cadore e la piazza di Conegliano.